# حورستی عیاضی
حورستی عیاضی با کُنیهٔ اُم‌عبدالله (؟ - ۱۱۳۰م) (نسب: حورستی بنت ناصر بن احمد بن محمد بن عبدالله عیاضی) بانوی محدث ایرانی از اهالی سرخس در سدهٔ پنجم و اوایل سدهٔ ششم هجری بود. ابتدا از پدرش ابوالفتح ناصر عیاضی حدیث آموخت. سمعانی از شاگردانش بود و از او کتابت حدیث داشته است.